# 斎藤茂吉
斎藤 茂吉（さいとう もきち、1882年〈明治15年〉5月14日 - 1953年〈昭和28年〉2月25日）は、日本の歌人・精神科医。伊藤左千夫門下。大正から昭和前期にかけて活躍したアララギの中心人物。日本芸術院会員、文化功労者、文化勲章受章者。
精神科医として、青山脳病院（2010年〈平成22年〉3月に閉鎖された東京都立梅ヶ丘病院や斎藤病院）の院長を務めた。長男は精神科医で随筆家の斎藤茂太、次男は精神科医・随筆家・小説家の北杜夫、孫は随筆家の斎藤由香。

## 概要

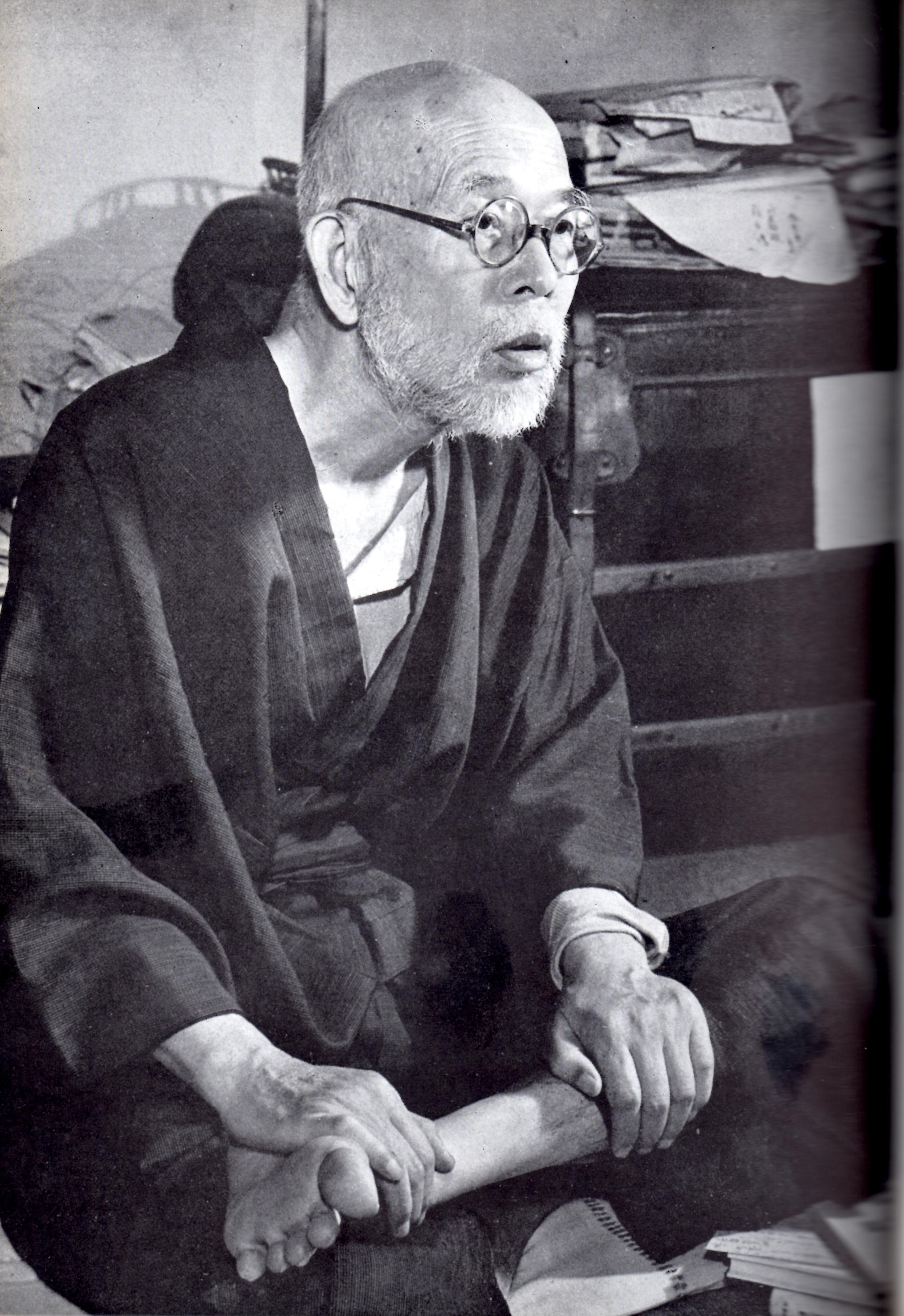
1952年頃

1882年（明治15年）、山形県南村山郡金瓶（かなかめ）村（現：上山市金瓶）の守谷伝右衛門熊次郎といくの間に三男として生まれた。
守谷家には、茂吉が尋常高等小学校卒業後に進学するだけの経済面の余裕が無く、茂吉は、画家になるか寺に弟子入りしようかと考えたが、東京・浅草で医院を開業するも跡継ぎの無かった同郷の精神科医、斎藤紀一の家に養子候補として厄介になることとなった。上京したのは満14歳の時で、途中の仙台の旅館では菓子、もなかを生まれて初めて食べ、「こんなうまいものがあるのか」と思い、夜に到着した東京・上野駅では、「こんなに明るい夜があるものだろうか」と驚いたという。1905年、23歳で斎藤家に婿養子として入籍。当時、妻となる輝子は10歳であった。
医師となった後、31歳のときに紀一の次女・輝子と結婚して斎藤家の婿養子となった。しかしながら東京のお嬢さん育ちであった輝子は派手好きで活発な女性で、律儀な茂吉とは価値観や性格があわず、輝子の男性問題もあって、別居していたこともある。
守谷家は隣接する時宗（のち浄土宗）宝泉寺の檀家であり、茂吉も40世住職・佐原窿応の薫陶を受けた。第一歌集『赤光』の題名は「阿弥陀経」に因んでいる。また時宗大本山（のち浄土宗本山）蓮華寺49世貫主となった晩年の窿応を訪ねている。養子に入った斎藤家は、皮肉にも、蓮華寺の一向派を抑圧する側であった遊行派の檀林日輪寺の檀家であった。茂吉の分骨墓が宝泉寺境内に遺されている。生前自ら作っていた戒名は、一向派の法式になっている。

## 創作活動
中学時代、佐佐木信綱の『歌の栞』を読んで短歌の世界に入り、友人たちの勧めで創作を開始する。高校時代に正岡子規の歌集を読んでいたく感動、歌人を志し、左千夫に弟子入りした。
精神科医としても活躍し、ドイツ、オーストリア留学や青山脳病院院長の職に励む傍ら旺盛な創作活動を行った。また、文才に優れ、柿本人麻呂、源実朝らの研究書や、『ドナウ源流行』『念珠集』『童馬山房夜話』などのすぐれた随筆も残しており、その才能は宇野浩二、芥川龍之介に高く評価された。芥川が一番小説を書かせたいのは誰かと聞かれた際には、即座に茂吉の名を出したという。1923年、ミュンヘン留学中には長年憧れの対象であったエミール・クレペリンの臨床講義を聴きに行った際に握手を求めたところ、他の東南アジアの留学生とはにこやかに握手をしたにもかかわらず、握手を拒否され（西丸四方は、大戦での敵国であった日本への遺恨が取らせた反応と推理している）、その無念の思いを歌と随筆に残した。
太平洋戦争中の創作活動は積極的に戦争協力していた。
生涯に全17冊の歌集を発表し、全17,907首の歌を詠んだ。ただし、あくまでも精神科医を本来の生業とする姿勢は崩さず、「歌は業余のすさび」と称していた。しかし、息子の北杜夫は「心の九割は歌に、文学に打ち込んでいたと思う。」とし、茂吉の性格上、臨床医は合わず口説療法を主とする診察は苦手であったと評している。

## 年譜

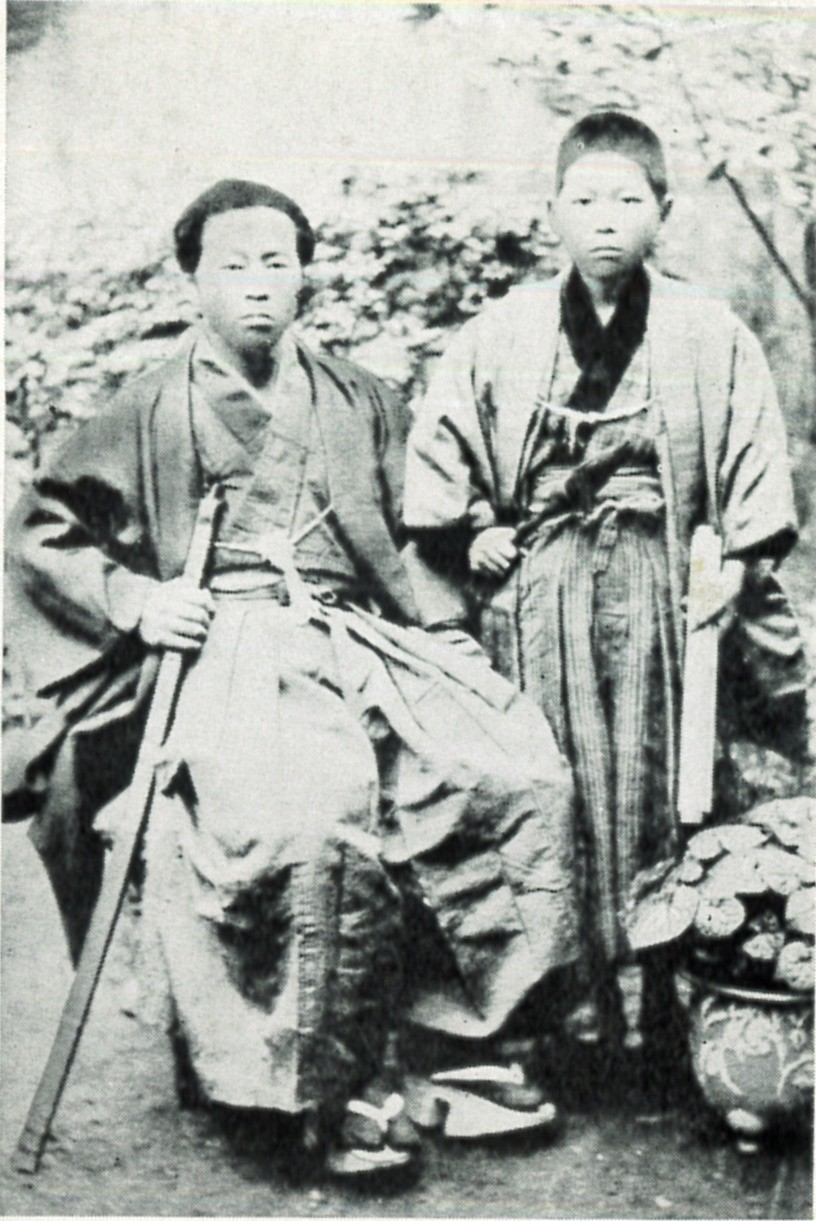
少年時代の茂吉（左は実父・守谷傅右衛門、1892年頃）

- 1882年（明治15年）：5月14日、山形県南村山郡金瓶村（現：上山市金瓶）に出生（戸籍上は届出遅れにより7月27日）
- 1896年（明治29年）：上山尋常高等小学校高等科卒業。恩師佐原窿応の紹介と東京浅草で開業していた親戚の医師斎藤紀一の勧めで医者を志す。8月父に連れられ上京し斎藤方に寄寓。9月東京府開成中学校（現：開成中学校・高等学校）に編入
- 1898年（明治31年）：同級生に刺激され、このころから歌を詠むようになる。幸田露伴、森鷗外などを愛読。特に露伴の影響は大きかった。
- 1901年（明治34年）：3月開成中学校を卒業。7月第一高等学校を受験して失敗、開成中学校補習科、正則中学校（現：正則学園高等学校）に通う。
- 1902年（明治35年）：第一高等学校（現：東京大学教養学部）第三部入学
- 1905年（明治38年）：正岡子規遺稿第一篇『竹の里歌』を読み、歌の師を見出す。第一高等学校卒業。東京帝国大学医科大学に入学。
- 1906年（明治39年）：伊藤左千夫の門下となる
- 1907年（明治40年）：古泉千樫と相識る
- 1908年（明治41年）：子規派の雑誌「馬酔木」廃刊、かわって創刊された「アララギ」に短歌を発表するようになる。同人の中村憲吉、土屋文明と相識る
- 1909年（明治42年）：森鴎外の観潮楼歌会に初めて出席、与謝野鉄幹、北原白秋、石川啄木、上田敏、佐佐木信綱などの歌人を知る。チフスに罹り卒業を一年延期。
- 1910年（明治43年）：東京帝国大学医科大学（現：東大医学部）医学科卒業
- 1911年（明治44年）：東大医科大学副手となり、精神病学を学ぶかたわら付属病院に勤務。7月より東京府巣鴨病院勤務。授業と診療の生活が始まる。（死に近き狂人を守るはかなさに己が身すらを愛（は）しとなげけり）この年から大正3年まで「アララギ」の編集を担当。島木赤彦を知る
- 1912年（明治45年/大正元年）：学会で「麻痺性痴呆とワッセルマン反応」の研究報告。東大医科大学助手となる
- 1913年（大正2年）：4月、連作「おひろ」を「アララギ」に発表。5月、生母いく死去。連作「死にたまふ母」を発表。7月、師・伊藤左千夫死去。（ひた走るわが道暗ししんしんと怺へかねたるわが道暗し）10月処女歌集「赤光」刊行。歌壇のみならず文壇内外に大きな反響を巻き起こす。
- 1914年（大正3年）：4月、斎藤紀一の長女、13歳年下の齋藤輝子（19歳）と結婚、斎藤家の婿養子となる
- 1917年（大正6年）：1月、医科大学助手、付属病院、巣鴨病院をすべて辞職。官立長崎医学専門学校（現在の長崎大学医学部）精神病科第2代教授（先輩で文学を通じて交流のあった石田昇のあとをうけたもの）
- 1919年（大正8年）：歌論集「童馬漫語」刊行。長崎を訪れた芥川龍之介、菊池寛と知り合う。

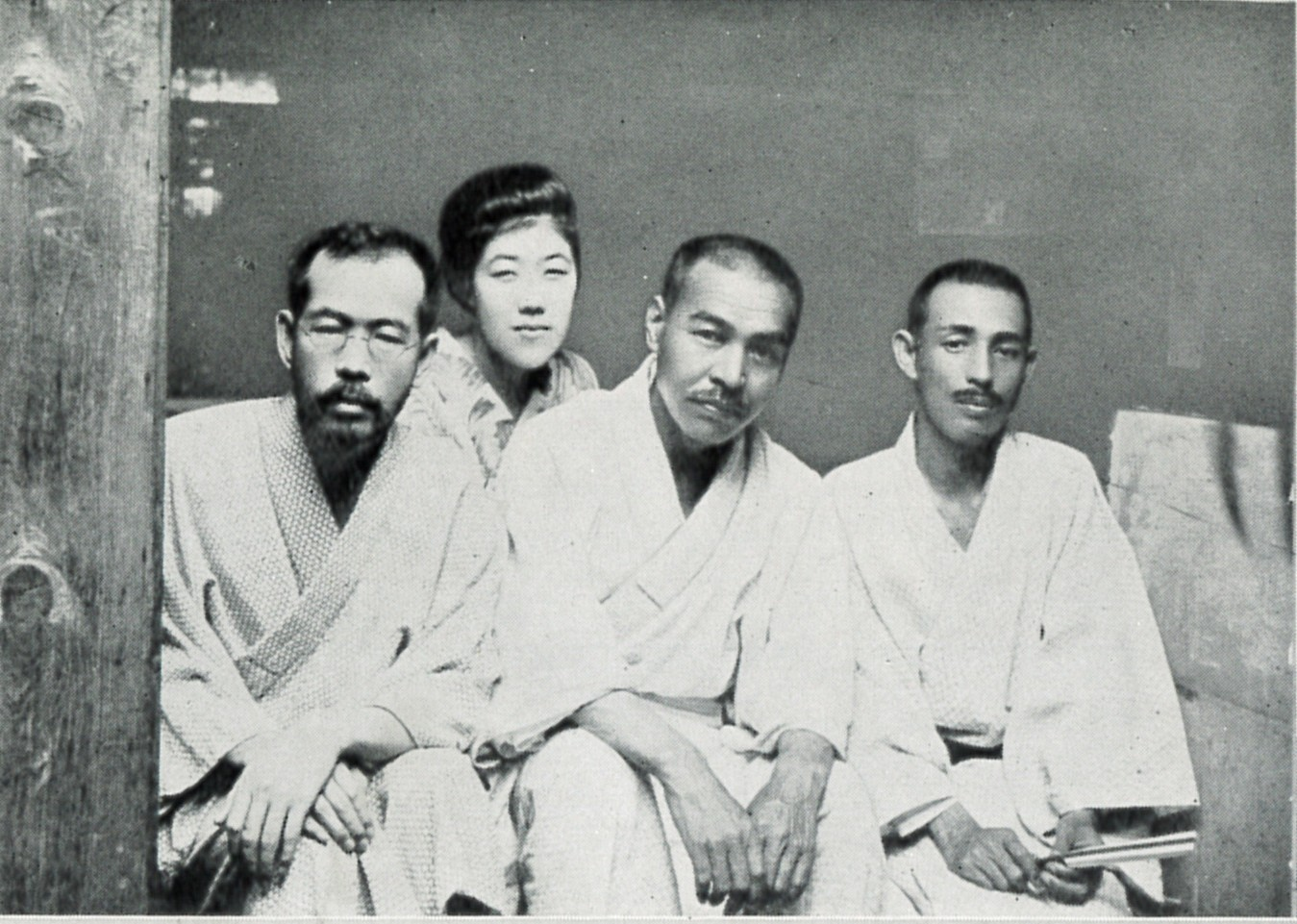
左から茂吉、妻・輝子、島木赤彦、俳人・土橋青村（長崎にて、1920年7月）

- 1920年（大正9年）：「短歌における写生の説」を「アララギ」に連載。6月喀血し県立長崎病院に入院、7月退院の後九州各地に転地療養。
  - 9月27日：七級俸下賜[4]
- 1921年（大正10年）：第二歌集「あらたま」刊行。医学論文「緊張患者のえるごぐらむニ就キテ」を完成。10月、精神病学研究のため欧州留学に出発。11月1日神戸を出航、香港、シンガポール、マラッカ、コロンボ、スエズから陸路カイロ往復、マルセイユ、パリを経て12月20日ベルリンに到着。
- 1922年（大正11年）：ウィーン大学神経学研究所に入る。（ドウナウの流れの寒さ一めんに雪を浮べて流るるそのおと）11月論文「植物中枢神経のホルモンによる昂奮性について」完成。
- 1923年（大正12年）：学位論文「麻痺性痴呆者の脳図」完成。（誰ひとり此処にゐざれば論文の頁を閉ぢて涙ぐみたり）イタリア旅行を経て7月、ミュンヘン大学に転学。エミール・クレペリンの臨床講義を聴きに行き握手を求めたが拒否される[3]。実父守谷伝衛門死去。11月、アドルフ・ヒトラーのミュンヘン一揆に遭遇する。（行進の歌ごゑきこゆHitlerの演説すでに果てたるころか）
- 1924年（大正13年）：5月「家兎の大脳皮質における壊死、軟化及組織化に就ての実験的研究」を完成。兎の脳を解剖し組織を顕微鏡で観察し写生するという地味で根気のいる作業の日々だった。10月、医学博士の学位を得て帰国の途に就く。12月、青山脳病院全焼の電報を船上で受け取る。（もの呆けしごとくになりし吾と妻と食卓に少しの蕎麦を食ひたり）
- 1925年（大正14年）：1月、帰国。病院の焼け跡に帰るとヨーロッパで買い集めて送った膨大な書物もすべて焼失していた。（とどろきてすさまじき火をものがたるをさなごのかうべわれは撫でたり） 同病院の再建に奔走[5]
- 1926年（大正15年）：3月、共に「アララギ」の編集に携わった島木赤彦死去。4月、現・世田谷区松原に青山脳病院復興。5月、再び「アララギ」の編集発行人となる。
- 1927年（昭和2年）：4月、養父紀一が引退し、青山脳病院院長の職を継ぐ[5]。5月、次男宗吉（北杜夫）誕生。7月芥川龍之介が茂吉にもらっていた睡眠薬を飲み自殺。大きな衝撃を受ける。
- 1928年（昭和3年）：11月、養父紀一死去、家督は紀一の実子西洋が相続[6]。以後病院経営はすべて茂吉が負うこととなった。（おしなべてつひに貧しく生きたりしものぐるひ等はここに起臥す）
- 1929年（昭和4年）：11月、朝日新聞社機コメット102号機で東京、箱根等の上空を約2時間飛翔。（電信隊浄水池女子大学刑務所射撃場塹壕赤羽の鉄橋隅田川品川湾）
- 1930年（昭和5年）：10月、満鉄の招きで満州、北支方面を2ヶ月旅行。
- 1931年（昭和6年）：「正岡子規」「明治大正和歌史」執筆。
- 1932年（昭和7年）：「源実朝」「近世歌人評伝」執筆。8月、次兄富太郎を訪ね、北海道旅行。
- 1933年（昭和8年）：「柿本人麿研究」の執筆開始。以後詳細な評釈に心血を注ぐのみならず実地踏査のため山陰、四国、大和などをしばしば訪れ、最終的に3000枚の大作となった。
- 1935年（昭和10年）：「アララギ」に「童馬山房夜話」の連載開始。以後10年近くほぼ毎号休まず執筆する。
- 1937年（昭和12年）：帝国芸術院会員となる。日中戦争勃発以後数多くの愛国歌を詠むようになる。（直心（ただごころ）こぞれる今かいかづちの炎と燃えて打ちてしやまむ）
- 1938年（昭和13年）：「万葉秀歌」刊行。文部省の委嘱により国民歌「国土」を作る。
- 1940年（昭和15年）：3月、歌集「寒雲」刊行。5月、『柿本人麿』の業績により帝国学士院賞受賞。6月、1935,6年（昭和10,11年）の歌を集めた歌集「暁光」を刊行。
- 1942年（昭和17年）：2月、1934,5年（昭和9,10年）の歌を収めた歌集「白桃」を刊行。「作歌四十年」執筆。「伊藤左千夫」刊行。
- 1943年（昭和18年）：歌集「のぼり路」刊行。
- 1945年（昭和20年）：太平洋戦争の悪化による人員や資材不足で経営困難となり病院を東京都に移譲し（後の東京都立梅ヶ丘病院）院長職を辞職。4月、郷里である山形県南村山郡堀田村金瓶（かなかめ）に疎開[5]。5月、青山脳病院および東京の自宅が、アメリカ軍による東京大空襲により全焼。（のがれ来し吾を思はばうしろぐらし心は痛し子等しほゆ）
- 1946年（昭和21年）：2月、山形県北村山郡大石田町に移る[5]。（最上川の上空にして残れるはいまだうつくしき虹の断片）8月、歌集「つゆじも」刊行。1947年（昭和22年）度以降1951年（26年度）迄歌会始選者。
- 1947年（昭和22年）：8月、ウィーン留学中の歌を収めた「遠遊」を刊行。11月、大石田を引き上げ、東京の世田谷区代田に移る[5]
- 1948年（昭和23年）：朝日新聞歌壇選者。ミュンヘン滞在中の歌を収めた「遍歴」を刊行。青山脳病院院長を引退。
- 1949年（昭和24年）：金瓶疎開中の歌を収めた「小園」を刊行。日本芸術会員となる。5月に斎藤を含む日本芸術院会員9人が皇居に招かれ、午餐の御陪食を賜る。食後のお茶の席で歌人としての活動を語る[7]。8月、大石田時代の歌を収めた「白き山」を刊行。

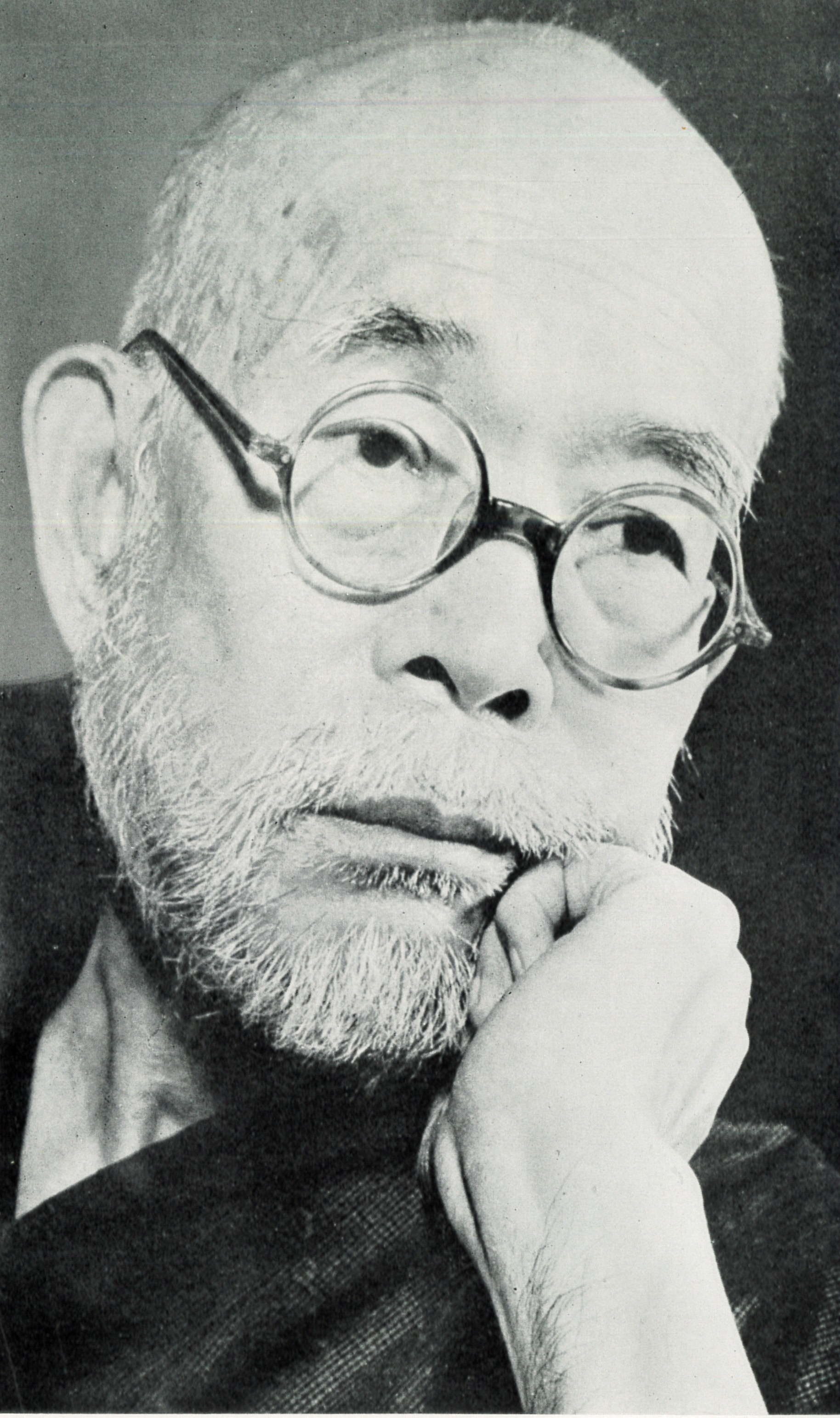
1950年6月

- 1950年（昭和25年）：1月、歌集「ともしび」（帰朝後から昭和4年までの歌）刊行。これにより第1回読売文学賞詩歌賞受賞。6月、1929・1930年（昭和4,5年）の歌を収めた「たかはら」刊行。11月、1930年（昭和5年）の満州旅行の歌を収めた「連山」を刊行。同年、新宿区大京町の新居に移る[5]
- 1951年（昭和26年）：6月、1932年（昭和7年）の北海道旅行の歌を収めた「石泉」刊行。11月、文化勲章受章。12月、1941,2年（昭和16,17年）の歌を収めた「霜」刊行。
- 1952年（昭和27年）：「斎藤茂吉全集」（岩波書店）配本開始。全56巻は1957年（昭和32年）に完結。このころから痴呆が進み創作活動がとみに衰退
- 1953年（昭和28年）：2月25日、心臓喘息のため新宿区大京町の自宅で死去。同26日、東京大学の病理学教室において三宅仁教授執刀の下、解剖に付せられる。
- 1953年（昭和28年）：3月2日築地本願寺にて葬儀および告別式。戒名は自ら作っておいた「赤光院仁誉遊阿暁寂清居士」。墓地は青山霊園のほか、上山市金瓶の宝泉寺、大石田町の乗舩寺にある。

## 私生活
1914年（大正3年）4月、養父・斎藤紀一の長女で13歳年下で当時19歳だった齋藤輝子と結婚、斎藤家の婿養子となった。結婚2年後の1916年（大正5年）には、長男茂太が誕生している。
養父・紀一は茂吉の才能を早くから見抜いており、愛娘輝子に、婚約者茂吉は「変わっているが、きっと偉くなる。お前は看護婦のつもりで仕えなさい。」と諭していたという。
しかしながら、性格や育ち、価値観の違いから、夫婦の関係は芳しくなかった。輝子は茂吉の体臭を嫌い、「おお臭い」と舌打ちしてこれ見よがしに部屋を出たり、娘の百子の育児を放棄して映画を見に行くなどし、これら輝子の自分勝手な行為には茂吉も憤慨、しばしば衝突し家庭内暴力に及ぶことも度々であった。
欧州留学中の1924年（大正13年）7月には現地に輝子を迎え、共にヨーロッパ各地を旅行（「歯をもちて割るはしばみの白き実を従ひてくる妻に食はしむ」）、滞欧中は各地で美術作品を実見し詳細な描写を手帳に記している。帰国後の1925年（大正14年）2月には長女百子、1929年（昭和4年）10月には次女昌子が誕生した。次男宗吉は年譜の通り。
1933年（昭和8年）、ダンス教師が華族や上流階級の婦人らとの不倫や集団遊興を繰り広げていたとするスキャンダル、「ダンスホール事件」が発生した。この事件では、逮捕されたダンス教師を取り巻いていた女性のひとりとして輝子がいたことが大新聞をはじめとするメディアに報じられ、実際に輝子も警察の取調べを受けるなどに至った。
この事件の結果、夫婦は以後約10年ほどに渡って別居することになった。輝子は、母の生家がある秩父や、茂吉の実弟・高橋四郎兵衛が経営する山形・上山の旅館 「山城屋」に預けられ、最終的には母や弟の西洋らと共に松原の青山脳病院本院で生活、一方の茂吉は青山の分院での生活を続けた。この事件について茂吉は、「精神的負傷」と記している。
翌1934年（昭和9年）9月、傷心の茂吉は正岡子規三十三回忌の歌会で松山出身の永井ふさ子（1910年生～1993年没）と出会う。ふさ子は前年にアララギに入会したばかりの美貌の未婚女性であった。茂吉はふさ子の才能を愛で、ふさ子も茂吉に尊崇の念を抱き、程なく二人は師匠と弟子の間柄を越えて深い仲になった。合作の歌が遺っている。「（茂吉）光放つ神に守られもろともに（ふさ子）あはれひとつの息を息づく」。さらに茂吉は短歌ばかりでなく、青年のように赤裸々で率直な恋文を贈っている。「ふさ子さん！ ふさ子さんはなぜこんなにいい女体なのですか。何ともいへない、いい女体なのですか。」「銀座などでどんなひとにあひましても体に変化は起こらないのに、お手紙の一行でも読んでゐるうちに体に変化が起こつてまゐります。」
茂吉とふさ子の逢瀬は誰に知られる事も無く続けられていたが、三年後、ふさ子は岡山の医師との縁談話を受け茂吉への想いを断とうとした。しかし翌年婚約を破棄し、その後生涯独身を貫いた。茂吉ほどの人に愛された以上、他の人の愛を受け入れることはできない、というのがふさ子の信念であった。
輝子とは太平洋戦争中に茂吉の故郷・山形に疎開することになったのを機に1945年（昭和20年）から同居を再開した。茂吉はふさ子と会うことも文をやり取りすることも無くなり、戦後、輝子は晩年の茂吉を献身的に看護していた。ふさ子が茂吉の死を知ったのはテレビの報道で、ということである。茂吉はふさ子に、自分からの手紙は読み終えたら直ちに焼却するよう念を押していたが、ふさ子が焼いたのはごく一部で、120通以上の手紙を大切に手元に置いていた。「先生の死を知って、魂のぬけがらになった私に長く虚しい年月が流れました」。そして茂吉の十周忌を機に、雑誌上で公開に踏み切った。この事は茂吉の遺族をはじめ世間にも非常な驚きを持って迎えられた。晩年の輝子は、80歳を超えても世界中を旅行し、エベレスト登山にまで挑むような活発な老後を送った。ふさ子は晩年、「茂吉から受けた愛のよろこびは一瞬のように短かったのに反して、その後の耐え難かった苦悩を思うと、よくぞ生きのびてきたと思う」と語っていた。

## 性格
- かなりの食いしん坊であった。鰻が大好物で、戦時中戦後の物不足の時期にも事前に購入して蓄えていた鰻の缶詰を食べていた[13]。味噌汁の具にも口うるさく注文し、家人からネギもあるので入れるかと聞かれた時は「うーむ。」としばらく熟考するほど拘った。終戦直後、疎開先で講演を頼まれお礼に鰻をご馳走すると聞いて、元来講演嫌いなのに快諾し、予定時間を超過して話し続けた。
- 非常な癇癪持ちであったが、患者の前では温厚に振舞っていた。その反動で家族には怒りを露わにすることも多かった[14]。茂吉が風邪で寝ていた時、是非ともお目にかかりたいという来客の希望に激怒し、病床から起き上がって客のもとに来て「俺が本当に風邪で寝ているのがわからんのか。」と怒鳴りつけた。あまりの剣幕に客が驚いて帰ったが、翌日、その客の土産のカステラを食べた茂吉は「あんまり叱るんじゃなかったな。」と反省したという。
- 癇癪をおさえるためによく神田の古書店に行き、好きな本を物色することで気を紛らわせた。だが、包装のパラフィン紙が上手くケースに収まらず再び癇癪を起こして紙を丸めて捨てたこともあった。
- 根に持つタイプで、「病雁論争」では自身の作品をこき下ろした太田水穂に対し「水穂征伐」なる反論を書き「僕にかりそめにも刃向かうごとき者がゐたなら必ず死ぬ。水穂もそろそろ要心せよ。」「そんな低級魯鈍者流ではもはや僕の論敵にはなれぬ。」などと云ったかなりどぎつい表現を用いて相手に挑んだことがあった。入院患者に頬を平手打ちされたとき、どのようにして仕返ししてやろうか一人妄想にふけっていたと随筆「瞬間」に記している。留学時代ミュンヘンでエミール・クレペリンに握手を求めて拒絶されたことを晩年まで恨みに思い、「毛唐め！」と悪口を言い続けていた。
- 粘着性気質で、ウイーン滞在中、偶然にキスする男女を見つけ、あまりの長さに「長いなあ。実に長いなあ。」と独り言を言いながら物陰から一時間近くも覗いていた。
- 子供のころ質素倹約を旨とした農村社会の生活をしていたので、物を大事にする傾向が強かった。妻との旅行中、ドイツの山間の駅で絵葉書を物色中に、汽車が妻を乗せたまま出発、慌てた茂吉は猛スピードで追いかけ辛うじて飛び乗った。この時もきちんと金を払って絵葉書を買ってから汽車を追いかけたという。

## 逸話
- 戦時中、戦意高揚の和歌を多く作成していたが、茂吉自身は狂信的な国粋主義者でもなく、戦争や皇室に関しては平均的な日本人の感情を持っていた。それでも昭和天皇とマッカーサー元帥との有名な会見の写真が新聞に掲載された時は、憤慨し「ウヌ、マッカーサーの野郎」と日記に書きしるしている。
- 「もきち」という名前は当時としても古臭いイメージがあったため、養父の勧めにより「しげよし」と読ませていた時期がある。
- 医者としても、かなりの腕を持ち、患者には優しく接して評判が良かった。ドイツ留学時代から膨大な精神医学書を購入し、論文を著述する計画であったが、これらの既に日本に送り届けてあった書籍を留学からの帰朝直前に青山脳病院の火災で焼いてしまった。この火災の原因は茂吉の帰朝を祝う餅つきの残り火であった。茂吉は、保険失効状態で全焼という、ほぼゼロからの再起で病院を全盛期以上の規模にまで復興させ、経営者としても尋常でない手腕を示している。
- 文学関係者では永井荷風や芥川龍之介、宇野浩二も診察を受けた。特に芥川の神経衰弱から来る不眠症には真剣に接し、さまざまな療養法を手紙でアドバイスしたり、臭素加里やアヘンチンキ、ドイツバイエル社製のベロナール（バルビタール）などの睡眠薬を施した。それだけに芥川の睡眠薬自殺は茂吉には大きな衝撃で、日記には、第一報には「驚愕倒レンバカリニナリタレドモ」、通夜からの帰宅後「ソレデモナカナカネムレズ。芥川ノ顔ガ見エテ仕方ナイ」とそれぞれ書かれている。
- 文人との交友関係としては、歌人の吉井勇と交流があったことが知られている。国文学者の細川光洋により、茂吉が吉井に宛てた葉書が発見されている[15]。吉井は妻が不倫騒動を起こしたため離婚し、のちに思いを寄せていた別の女性と再婚した[15]。その際、茂吉は吉井の再婚を祝福しつつも羨むかのような歌を詠み、それを葉書にしたため吉井に送っていた[15]。
- 夜尿症で中学時まで寝小便が治らなかった。息子の斎藤茂太やその孫にまで遺伝していた。普段も頻繁な便意に悩まされ、疎開中には、バケツを借りて用を足していた。バケツには「極楽」と名付けていたが、使用後、「洗えばいい。」とそのバケツに野菜などを入れて周囲を驚かせた。
- 学生時代の北杜夫（宗吉）が短歌を作って茂吉に手紙で送ると、二重丸などをつけて「父の『赤光』時代の歌に似ている。勉学の間に少し作ってみるといい。」と批評文を返信していた。だが、成績が悪いことを知ると態度が一変して「大馬鹿者！短歌などすぐやめよ！」と激しい言葉を書き連ねた手紙を書き送り、その後も北が文筆活動を続けると知ると、「文学なぞ絶対にやらせん。」と言い続けていた[16]。
- 1933年（昭和8年）、歌友であった平福百穂が秋田県横手町（現・横手市）を訪問中、脳溢血で倒れる。茂吉は一報を聞くと、東京から横手へ駆けつけて手当を行っている[17]。

## 代表歌
- 「赤光」
  - はるばると母は戦を思ひたまふ桑の木の実の熟める畑に（1905年（明治38年））
  - 蚕の部屋に放ちし蛍あかねさす昼なりしかば首すぢあかし（1906年（明治39年））
  - 月落ちてさ夜ほの暗く未だかも弥勒は出でず虫鳴けるかも（1907年（明治40年））
  - 高ひかる日の母を恋ひ地の廻り廻り極まりて天新たなり（1908年（明治41年））
  - 萱ざうの小さき萌を見てをれば胸のあたりがうれしくなりぬ（1909年（明治42年））
  - 墓はらのとほき森よりほろほろと上るけむりに行かむとおもふ（1910年（明治43年））
  - 生きてゐる汝がすがたのありありと何に今頃見えきたるかや（1911年（明治44年））
  - けだものは食もの恋ひて啼き居たり何といふやさしさぞこれは（1912年（大正元年））
  - 啼くこゑは悲しけれども夕鳥は木に眠るなりわれは寝なくに（1913年（大正2年））
  - みちのくの母のいのちを一目見ん一目みんとぞただにいそげる
  - 死に近き母に添寢のしんしんと遠田のかはづ天に聞ゆる
  - のど赤き玄鳥（つばくらめ）ふたつ屋梁（はり）にゐて垂乳根の母は死にたまふなり
  - どんよりと空は曇りて居りしとき二たび空を見ざりけるかも
  - めんどりら砂浴びゐたれひつそりと剃刀研人（かみそりとぎ）は過ぎ行きにけり
- 「あらたま」
  - あかあかと一本の道とほりたりたまきはる我が命なりけり
  - 夕されば大根の葉に降るしぐれいたく寂しく降りにけるかも（1914年（大正3年））
  - 朝あけて船より鳴れる太笛のこだまは長し並みよろふ山（1917年（大正6年））
- 「つゆじも」
  - あららぎのくれなゐの実を食むときはちちはは恋し信濃路にして
- 「遠遊」
  - Praterにひとり来たりて奇術師と蚤戦争と泣く小劇と
- 「遍歴」
  - 体ぢゆうが空（から）になりしごと楽にして途中靴墨とマッチとを買ふ
- 「ともしび」
  - 家出てわれは来しとき渋谷川に卵のからがながれ居にけり
- 「たかはら」
  - はかなごとわれは思へり今までに食ひたきものは大方くひぬ（1929年（昭和4年））
  - 電信隊浄水池女子大学刑務所射撃場塹壕赤羽の鉄橋隅田川品川湾
- 「連山」
  - 機関銃の音をはじめて聞きたりし東北兵をわれは思ほゆ（1930年（昭和5年））
- 「石泉」
  - おほつぴらに軍服を着て侵入し来るものを何と思はねばならぬか（1932年（昭和7年））
- 「白桃」
  - 新宿のムーラン・ルージュのかたすみにゆふまぐれ居て我は泣きけり（1934年（昭和9年））
  - ヒツトラのこゑ聞きしとき何か悲し前行したりし樂も悲しも
  - 陸奥をふたわけざまに聳えたまふ蔵王の山の雲の中に立つ
- 「暁紅」
  - ガレージへトラックひとつ入らむとす少しためらひ入りて行きたり（1935年（昭和10年））
- 「寒雲」
  - 歓喜天の前に行きつつ唇をのぞきなどしてしづかに帰る（1937年（昭和12年））
- 「のぼり路」
  - 交尾期は大切にしてもろもろの馬ももろ人も一心となる（1939年（昭和14年））
- 「霜」
  - 肉体に自浄作用のあることを吾聞きしより三十三年経たり（1941年（昭和16年））
  - 楢の花垂りて咲けるが幽かなる心をわれに与へてやまず（1942年（昭和17年））
- 「小園」
  - どしや降りの午後になりつつものをいふことさへもなく木瓜の実煮たり（1943年（昭和18年））
  - 鈍痛のごとき内在を感じたるけふの日頃をいかに遣らはむ（1944年（昭和19年））
  - この雪の中にこもれる村々にたたかひの世のうづくがごとし（1945年（昭和20年））
  - このくにの空を飛ぶとき悲しめよ南へむかふ雨夜かりがね（1945年（昭和20年））
  - 沈黙のわれに見よとぞ百房の黒き葡萄に雨ふりそそぐ（今昔秀歌百撰 78）
- 「白き山」
  - 水すまし流にむかひさかのぼる汝がいきほひよ微かなれども（1946年（昭和21年））
  - 最上川逆白波のたつまでにふぶくゆふべとなりにけるかも（1946年（昭和21年））
  - 勝ちたりといふ放送に興奮し眠られざりし吾にあらずきや（1947年（昭和22年））
- 「つきかげ」
  - たかむらの中ににほへる一木あり柿なるやといへば「応」とこそいへ（1948年（昭和23年））
  - 時としてベルリン郊外のワン・ゼエにも心の及ぶ老人（おいびと）われは（1949年（昭和24年））
  - 円柱の下ゆく僧侶まだ若くこれより先きいろいろの事があるらむ（1950年（昭和25年））
  - おぼろなるわれの意識を悲しみぬあかつきがたの地震（なゐ）ふるふころ（1951年（昭和26年））
  - 梅の花うすくれなゐにひろがりしその中心（なかど）にてもの栄（は）ゆるらし（1952年（昭和27年））

## 著書

### 全集
- 『斎藤茂吉全集』（全56巻）、岩波書店、昭和26-32年
- 『斎藤茂吉全集』（新版・全36巻）、岩波書店、1973-76年

### 歌集
以下は歌の制作年順に配列したもの。上梓年とは順序が違うことに注意。
- 歌集名 制作年（発行所、上梓年）
- 『赤光』明治38 - 大正2（東雲堂書店、1913年（大正2年）10月）
- 『あらたま』 大正2 - 6（春陽堂、1921年（大正10年）1月）
- 『朝の蛍』?（改造社、1925年（大正14年）4月） 自選歌集
- 『つゆじも』 大正6 - 11（岩波書店、1946年（昭和21年）8月）
- 『遠遊』 大正11 - 12（岩波書店、1947年（昭和22年）8月）
- 『遍歴』 大正12 - 14（岩波書店、1948年（昭和23年）4月）
- 『ともしび』 大正14 - 昭和3（岩波書店、1950年（昭和25年）1月）
- 『たかはら』 昭和4 - 5（岩波書店、1950年（昭和25年）6月）
- 『連山』 昭和5（岩波書店、1950年（昭和25年）11月）
- 『石泉』 昭和6 - 7（岩波書店、1951年（昭和26年）6月）
- 『白桃』 昭和8 - 9（岩波書店、1942年（昭和17年）2月）
- 『暁紅』 昭和10 - 11（岩波書店、1940年（昭和15年）6月）
- 『寒雲』 昭和12 - 14（古今書院、1940年（昭和15年）3月）
- 『のぼり路』 昭和14 - 15（岩波書店、1943年（昭和18年）11月）
- 『霜』 昭和16 - 17（岩波書店、1951年（昭和26年）12月）
- 『小園』 昭和18 - 21（岩波書店、1949年（昭和24年）4月）
- 『白き山』 昭和21 - 22（岩波書店、1949年（昭和24年）8月）
- 『つきかげ』 昭和23 - 27（岩波書店、1954年（昭和29年）2月） 遺作

### 歌論・随筆
- 『短歌私鈔』（白日社、1916年（大正5年）4月）
- 『続短歌私鈔』（岩波書店、1917年（大正6年）4月）
- 『童馬漫語』（春陽堂、1919年（大正8年）8月）
- 『金塊集私抄』（春陽堂、1926年（大正15年）4月）
- 『短歌写生の説』（鉄塔書院、1929年（昭和4年）4月）
- 『念珠集』（鉄塔書院、1930年（昭和5年）8月）
- 『新選秀歌百首』（改造文庫、1933年（昭和8年）5月）
- 『柿本人麿（総論篇）』（岩波書店、1934年（昭和9年）11月）
- 『柿本人麿（鴨山考補注篇）』（岩波書店、1935年（昭和10年）10月）
- 『柿本人麿（評釈篇巻之 上）』（岩波書店、1937年（昭和12年）5月）
- 『万葉秀歌（上下）』（岩波新書、1938年（昭和13年）11月）－※数度改版され重刷。
- 『柿本人麿（評釈篇巻之 下）』（岩波書店、1939年（昭和14年）2月）
- 『不断経』（書物展望社、1940年（昭和15年）4月）
- 『高千穂峰』（改造社、1940年（昭和15年）6月）
- 『柿本人麿（雑纂篇）』（岩波書店、1940年（昭和15年）12月）
- 『伊藤左千夫』（中央公論社、1942年（昭和17年）8月）
- 『源実朝』（岩波書店、1943年（昭和18年）6月）
- 『小歌論』（第一書房、1943年（昭和18年）11月）
- 『童馬山房夜話第一』（八雲書店、1944年（昭和19年）7月）
- 『童馬山房夜話第二』（八雲書店、1944年（昭和19年）9月）
- 『文学直路』（青磁社、1945年（昭和20年）4月）
- 『短歌一家言』（斎藤書店、1947年（昭和22年）1月）
- 『作歌実語抄』（要書房、1947年（昭和22年）4月）
- 『万葉の歌境』（青磁社、1947年（昭和22年）4月）
- 『童牛漫語』（斎藤書店、1947年（昭和22年）7月）
- 『茂吉小文』（朝日新聞社、1949年（昭和24年）2月）
- 『島木赤彦』（角川書店、1949年（昭和24年）3月）
- 『幸田露伴』（洗心書林、1949年（昭和24年）7月）
- 『近世歌人評伝』（要書房、1949年（昭和24年）9月）
- 『明治大正短歌史』（中央公論社、1950年（昭和25年）10月）
- 『続明治大正短歌史』（中央公論社、1951年（昭和26年）3月）
- 『歌壇夜叉語』（中央公論社、1951年（昭和26年）4月）

### 文庫
- 『斎藤茂吉歌集』 岩波文庫、1978年（昭和53年）（改版）
- 『斎藤茂吉歌論集』 柴生田稔編、岩波文庫、1978年（昭和53年）
- 『斎藤茂吉随筆集』 阿川弘之・北杜夫編、岩波文庫、1986年（昭和61年）
- 『念珠集』 講談社文芸文庫、2004年（平成16年）
- 『島木赤彦／斎藤茂吉』 近代浪漫派文庫19：新学社、2006年（平成18年）
- 『赤光』新潮文庫、2010年（平成22年）（改版）

## 伝記文献
- 斎藤茂太 『茂吉の体臭』 岩波書店、1964年（昭和39年）、復刊1982年ほか
  - 岩波現代文庫（改訂版）、2000年（平成12年）
  - 斎藤茂太・北杜夫『この父にして 素顔の斎藤茂吉』講談社文庫、1980年（昭和55年）
  - 斎藤茂太 『回想の父茂吉 母輝子』中央公論社、1993年（平成5年）／中公文庫、1997年（平成9年）
- 柴生田稔 『斎藤茂吉伝』 新潮社（正・続）、1979年（昭和54年）‐ 1981年（昭和56年）
- 品田悦一 『斎藤茂吉 あかあかと一本の道とほりたり』 ミネルヴァ書房〈日本評伝選〉、2010年（平成22年）
- 小泉博明 『斎藤茂吉 悩める精神病医の眼差し』 ミネルヴァ書房〈人と文化の探究〉、2016年（平成28年）